# Bulbophyllum jackyi
Bulbophyllum jackyi är en orkidéart som beskrevs av G.A.Fisch., Sieder och Phillip James Cribb. Bulbophyllum jackyi ingår i släktet Bulbophyllum och familjen orkidéer. Inga underarter finns listade i Catalogue of Life.